# Kongsberg Penguin
Penguin är en sjömålsrobot som utvecklats av den norska firman Kongsberg Defence & Aerospace. I Sverige användes robotarna på patrullbåtarna av Hugin-klass samt Kaparen-klass under namnet Robotsystem 12.

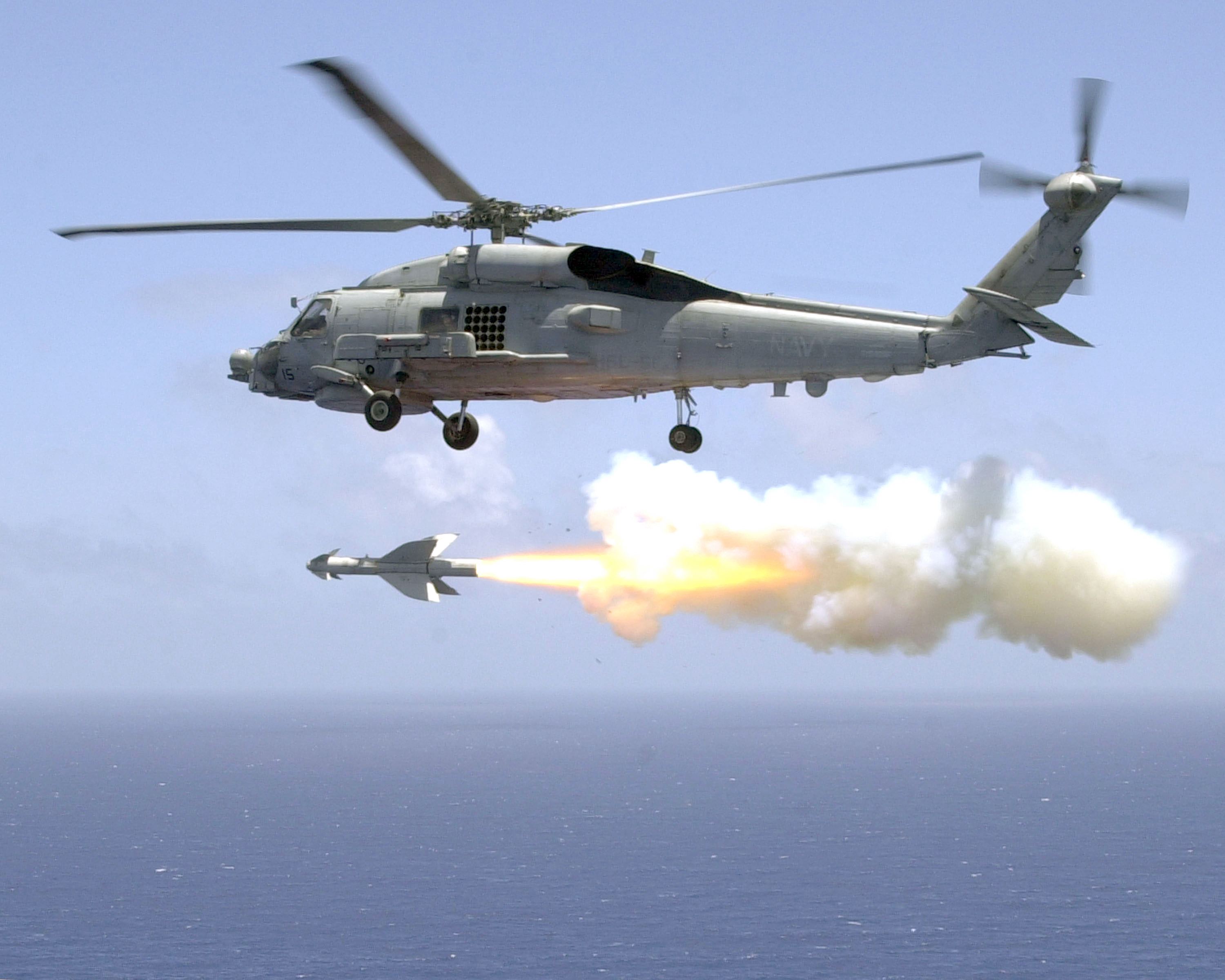
En SH-60 Seahawk från USA:s flotta avfyrar en Penguin-robot.